# Tengchong
Tengchong, tidigare stavat Tengchung, även känt som Tengyueh, är ett härad som lyder under Baoshans stad på prefekturnivå i Yunnan-provinsen i sydvästra Kina, omkring 430 kilometer väster om provinshuvudstaden Kunming. 
Orten öppnades för utrikeshandel 1902 enligt ett fördrag med Storbritannien.